# Каменск-Уральский (аэродром)
Травяны — военный аэродром к северо-востоку от города Каменск-Уральский Свердловской области, вблизи села Травянское Каменского района. Радиопозывной аэродрома — «Радушный».
На аэродроме базируется 17-я гвардейская бригада армейской авиации (в/ч 45123) — ранее 48-я авиабаза 2-го командования ВВС и ПВО, вооружённая вертолётами Ми-8. Часть была сформирована из трех войсковых частей — отдельной вертолетной эскадрильи поиска и спасения, отдельной вертолетной эскадрильи армейской авиации, отдельного батальона аэродромно-технического обеспечения, передислоцированных сюда в 2010 году из города Троицк Челябинской области.
До 1980-х годов на аэродроме базировались самолёты дальней авиации Ту-16. До начала 1990-х годов являлся одним из учебных аэродромов Челябинского ВВАКУШ, базировались самолёты Ту-124Ш, Ту-134Ш.
Вблизи Каменска-Уральского имеется также бывший аэропорт местных воздушных линий с тремя грунтовыми ВПП (максимальная длина 900 м), заброшенный в 1990-х годах.